# Discografia di Francesca Michielin
La discografia di Francesca Michielin, cantautrice pop italiana, è costituita da cinque album in studio, due EP, quaranta singoli e trentaquattro video musicali (inclusi quelli come artista ospite), pubblicati dal 2012.

## Album in studio
| Anno                                                         | Titolo                                                                                                   | Classifiche | Classifiche | Certificazioni | Unità          |
| Anno                                                         | Titolo                                                                                                   | ITA         | SWI         | Certificazioni | Unità          |
| ------------------------------------------------------------ | --- | ----------- | ----------- | -------------- | -------------- |
| 2012                                                         | Riflessi di me - Pubblicato: 2 ottobre 2012 - Etichetta: Sony Music - Formati: CD, download digitale     | 4           | —           |                |                |
| 2015                                                         | di20 - Pubblicato: 23 ottobre 2015 - Etichetta: Sony Music - Formati: CD, download digitale              | 3           | 30          | - ITA: Platino | - ITA: 50 000+ |
| 2018                                                         | 2640 - Pubblicato: 12 gennaio 2018 - Etichetta: Sony Music - Formati: CD, 2 LP, download digitale        | 2           | 24          | - ITA: Oro     | - ITA: 25 000+ |
| 2020                                                         | Feat (stato di natura) - Pubblicato: 13 marzo 2020 - Etichetta: RCA - Formati: CD, LP, download digitale | 7           | —           | - ITA: Oro     | - ITA: 25 000+ |
| 2023                                                         | Cani sciolti - Pubblicato: 24 febbraio 2023 - Etichetta: Columbia - Formati: CD, LP, download digitale   | 14          | —           |                |                |
| "—" indica una pubblicazione non classificata in quel paese. | |             |             |                |                |

## Extended play
| Anno | Titolo | Classifiche |
| Anno | Titolo | ITA         |
| ---- | --- | ----------- |
| 2012 | Distratto - Pubblicato: 24 gennaio 2012 - Etichetta: Sony Music - Formati: CD, download digitale                         | 9           |
| 2016 | Nice to Meet You (Acoustic Live Solo) - Pubblicato: 30 gennaio 2016 - Etichetta: Sony Music - Formati: download digitale | 52          |

## Singoli

### Come artista principale
| Anno                                                         | Titolo                              | Classifiche | Classifiche | Certificazioni     | Unità           | Album di provenienza      |
| Anno                                                         | Titolo                              | ITA         | SWI         | Certificazioni     | Unità           | Album di provenienza      |
| ------------------------------------------------------------ | ----------------------------------- | ----------- | ----------- | ------------------ | --------------- | ------------------------- |
| 2012                                                         | Distratto                           | 1           | —           | - ITA: Platino (2) | - ITA: 60 000+  | Distratto                 |
| 2012                                                         | Sola                                | 13          | —           | - ITA: Oro         | - ITA: 25 000+  | Riflessi di me            |
| 2012                                                         | Tutto quello che ho                 | —           | —           |                    |                 | Riflessi di me            |
| 2013                                                         | Se cadrai                           | —           | —           |                    |                 | Riflessi di me            |
| 2014                                                         | Amazing                             | 54          | —           |                    |                 | The Amazing Spider-Man 2  |
| 2015                                                         | L'amore esiste                      | 10          | —           | - ITA: Platino (2) | - ITA: 100 000+ | di20                      |
| 2015                                                         | Battito di ciglia                   | 64          | —           | - ITA: Oro         | - ITA: 25 000+  | di20                      |
| 2015                                                         | Lontano                             | 99          | —           |                    |                 | di20                      |
| 2016                                                         | Nessun grado di separazione         | 1           | —           | - ITA: Platino (2) | - ITA: 100 000+ | di20are                   |
| 2016                                                         | Un cuore in due                     | —           | —           | - ITA: Oro         | - ITA: 25 000+  | di20are                   |
| 2016                                                         | Almeno tu                           | —           | —           |                    |                 | di20are                   |
| 2017                                                         | Vulcano                             | 44          | —           | - ITA: Platino     | - ITA: 50 000+  | 2640                      |
| 2017                                                         | Io non abito al mare                | 15          | —           | - ITA: Platino     | - ITA: 50 000+  | 2640                      |
| 2018                                                         | Bolivia                             | —           | —           |                    |                 | 2640                      |
| 2018                                                         | Tropicale                           | —           | —           |                    |                 | 2640                      |
| 2018                                                         | Femme                               | —           | —           |                    |                 | 2640                      |
| 2019                                                         | Cheyenne (feat. Charlie Charles)    | 66          | —           | - ITA: Oro         | - ITA: 35 000+  | Feat (stato di natura)    |
| 2020                                                         | Gange (feat. Shiva)                 | 61          | —           |                    |                 | Feat (stato di natura)    |
| 2020                                                         | Riserva naturale (feat. Coma Cose)  | —           | —           |                    |                 | Feat (stato di natura)    |
| 2020                                                         | Monolocale (feat. Fabri Fibra)      | —           | —           |                    |                 | Feat (stato di natura)    |
| 2020                                                         | Stato di natura (feat. Måneskin)    | 99          | —           |                    |                 | Feat (stato di natura)    |
| 2021                                                         | Cattive stelle (feat. Vasco Brondi) | —           | —           |                    |                 | Feat (fuori dagli spazi)  |
| 2021                                                         | Chiamami per nome (con Fedez)       | 1           | 19          | - ITA: Platino (3) | - ITA: 210 000+ | Feat (fuori dagli spazi)  |
| 2021                                                         | Nei tuoi occhi                      | —           | —           |                    |                 | Marilyn ha gli occhi neri |
| 2022                                                         | Bonsoir                             | —           | —           |                    |                 | Cani sciolti              |
| 2022                                                         | Occhi grandi grandi                 | —           | —           |                    |                 | Cani sciolti              |
| 2023                                                         | Un bosco                            | —           | —           |                    |                 | Cani sciolti              |
| 2023                                                         | Quello che ancora non c'è           | —           | —           |                    |                 | Cani sciolti              |
| 2023                                                         | Fulmini addosso                     | —           | —           |                    |                 | Cani sciolti              |
| 2023                                                         | Solite chiacchiere                  | —           | —           |                    |                 | /                         |
| 2024                                                         | Christmas Party                     | 7           | —           |                    |                 | /                         |
| 2025                                                         | Fango in paradiso                   | 24          | —           |                    |                 | /                         |
| 2025                                                         | Francesca                           | —           | —           |                    |                 | /                         |
| "—" indica una pubblicazione non classificata in quel paese. |                                     |             |             |                    |                 |                           |

### Come artista ospite
| Anno                                                         | Titolo                                                               | Classifiche | Certificazioni     | Unità           | Album di provenienza                    |
| Anno                                                         | Titolo                                                               | ITA         | Certificazioni     | Unità           | Album di provenienza                    |
| ------------------------------------------------------------ | -------------------------------------------------------------------- | ----------- | ------------------ | --------------- | --------------------------------------- |
| 2013                                                         | Cigno nero (Fedez feat. Francesca Michielin)                         | 8           | - ITA: Platino (2) | - ITA: 60 000+  | Sig. Brainwash - L'arte di accontentare |
| 2014                                                         | Magnifico (Fedez feat. Francesca Michielin)                          | 1           | - ITA: Platino (6) | - ITA: 300 000+ | Pop-Hoolista                            |
| 2018                                                         | Fotografia (Carl Brave feat. Francesca Michielin e Fabri Fibra)      | 6           | - ITA: Platino (3) | - ITA: 150 000+ | Notti brave                             |
| 2019                                                         | Glorious (James Morrison feat. Francesca Michielin)                  | —           |                    |                 | You're Stronger Than You Know           |
| 2021                                                         | Cinema (Samuel feat. Francesca Michielin)                            | 93          | - ITA: Oro         | - ITA: 35 000+  | Brigata bianca                          |
| 2023                                                         | Disco dance (Gianmaria feat. Francesca Michielin)                    | —           |                    |                 | Mostro                                  |
| 2024                                                         | Immagina (Fudasca feat. Tredici Pietro, Francesca Michielin e Mecna) | —           |                    |                 | /                                       |
| "—" indica una pubblicazione non classificata in quel paese. |                                                                      |             |                    |                 |                                         |

## Altri brani entrati in classifica
| Anno | Titolo           | Classifiche | Album di provenienza |
| Anno | Titolo           | ITA         | Album di provenienza |
| ---- | ---------------- | ----------- | -------------------- |
| 2012 | Whole Lotta Love | 54          | Distratto            |
| 2012 | Someone like You | 67          | Distratto            |

## Collaborazioni
| Anno                                                         | Titolo                                                                                        | Classifiche | Album di provenienza               |
| Anno                                                         | Titolo                                                                                        | ITA         | Album di provenienza               |
| ------------------------------------------------------------ | --------------------------------------------------------------------------------------------- | ----------- | ---------------------------------- |
| 2014                                                         | God Rest You Merry, Gentlemen (con AA.VV.)                                                    | —           | X Factor Christmas 2014            |
| 2015                                                         | Le nostre ali (Don Joe feat. Francesca Michielin)                                             | —           | Ora o mai più                      |
| 2017                                                         | Tu sei una favola (con AA.VV.)                                                                | —           | Ballerina                          |
| 2017                                                         | Non dimentico più (Syria feat. Francesca Michielin)                                           | —           | 10 + 10                            |
| 2017                                                         | L'incantevole Creamy (Cristina D'Avena feat. Francesca Michielin)                             | —           | Duets - Tutti cantano Cristina     |
| 2018                                                         | Il mio posto a Slaughter Race (con AA.VV.)                                                    | —           | Ralph spacca Internet              |
| 2019                                                         | Gioco di bimba (Le Orme feat. Francesca Michielin)                                            | —           | Sulle ali di un sogno              |
| 2021                                                         | Vestito bianco (Mecna feat. Francesca Michielin)                                              | —           | Mentre nessuno guarda              |
| 2021                                                         | Ginga (Gaia feat. Margherita Vicario e Francesca Michielin)                                   | —           | Alma                               |
| 2022                                                         | La presa b e la presa male (Bresh feat. Francesca Michielin)                                  | —           | Oro blu                            |
| 2022                                                         | Guai (Hu feat. Francesca Michielin)                                                           | —           | Numeri primi                       |
| 2022                                                         | Liberi (Fabri Fibra feat. Francesca Michielin)                                                | 37          | Caos                               |
| 2022                                                         | In cima (Eugenio in Via di Gioia feat. Francesca Michielin)                                   | —           | Amore e rivoluzione                |
| 2023                                                         | A capo il mondo (Federica Abbate feat. Francesca Michielin)                                   | —           | Canzoni per gli altri              |
| 2024                                                         | Farfalle (Levante feat. Francesca Michielin)                                                  | —           | Manuale distruzione - 10 anni dopo |
| 2024                                                         | La storia non si deve ripetere (Fiorella Mannoia feat. Francesca Michielin e Federica Abbate) | —           | Disobbedire                        |
| 2024                                                         | Red Flag (Estremo feat. Francesca Michielin)                                                  | —           | Era                                |
| 2025                                                         | Tuttelestelle (Neffa feat. Ele A e Francesca Michielin)                                       | —           | Canerandagio parte 1               |
| "—" indica una pubblicazione non classificata in quel paese. |                                                                                               |             |                                    |

## Video musicali
| Anno | Titolo                                                                   | Regista/i                         |
| ---- | ------------------------------------------------------------------------ | --------------------------------- |
| 2012 | Distratto                                                                | Stefano Sollima                   |
| 2012 | Sola                                                                     | Marco Salom                       |
| 2012 | Tutto quello che ho                                                      | Marco Salom                       |
| 2013 | Se cadrai                                                                | Marco Salom                       |
| 2013 | Cigno nero (Fedez feat. Francesca Michielin)                             | Fabio Berton                      |
| 2014 | Amazing                                                                  | Gaetano Morbioli                  |
| 2014 | Magnifico (Fedez feat. Francesca Michielin)                              | Cosimo Alemà                      |
| 2015 | L'amore esiste                                                           | Giacomo Triglia                   |
| 2015 | Battito di ciglia                                                        | Giacomo Triglia                   |
| 2015 | Lontano                                                                  | Giacomo Triglia                   |
| 2015 | 25 febbraio                                                              | Giacomo Triglia                   |
| 2016 | Nessun grado di separazione                                              | Giacomo Triglia                   |
| 2016 | Un cuore in due                                                          | Giacomo Triglia                   |
| 2016 | Almeno tu                                                                | Roan Johnson                      |
| 2017 | Vulcano                                                                  | Giacomo Triglia                   |
| 2017 | Io non abito al mare                                                     | Giacomo Triglia                   |
| 2018 | Bolivia                                                                  | Giacomo Triglia                   |
| 2018 | Fotografia (Carl Brave feat. Francesca Michielin e Fabri Fibra)          | Dan & Dav                         |
| 2018 | Tropicale                                                                | Giacomo Triglia                   |
| 2019 | Cheyenne (feat. Charlie Charles)                                         | Jacopo Farina                     |
| 2020 | Stato di natura (feat. Måneskin)                                         | Francesca Michielin               |
| 2020 | Monolocale (feat. Fabri Fibra)                                           | Giacomo Triglia                   |
| 2021 | Chiamami per nome (con Fedez)                                            | YouNuts!                          |
| 2021 | Cinema (Samuel feat. Francesca Michielin)                                | Giacomo Triglia                   |
| 2021 | Nei tuoi occhi                                                           | Giacomo Triglia                   |
| 2022 | Bonsoir                                                                  | Shipmate                          |
| 2023 | Quello che ancora non c'è (radio version - Visual Video)                 | Beppe Gallo e Francesca Michielin |
| 2023 | Disco dance (Gianmaria feat. Francesca Michielin)                        | Giacomo Triglia                   |
| 2023 | Fulmini addosso (from the Prime Video Original Movie L'estate più calda) | Giacomo Triglia                   |
| 2023 | Solite chiacchiere                                                       | Giacomo Triglia                   |
| 2024 | Immagina (Fudasca feat. Tredici Pietro, Francesca Michielin e Mecna)     | Nicolò Bassetto                   |
| 2025 | Fango in paradiso                                                        | Giacomo Triglia                   |
| 2025 | Francesca                                                                | Danilo Bubani                     |

## Partecipazioni
Di seguito sono riportati gli album e le compilation dove è stato inserito almeno un brano della cantautrice.

### Colonne sonore
| Anno | Titolo               | Film                                            |
| ---- | -------------------- | ----------------------------------------------- |
| 2012 | Distratto            | 10 regole per fare innamorare                   |
| 2014 | Amazing              | The Amazing Spider-Man 2 - Il potere di Electro |
| 2016 | Almeno tu            | Piuma                                           |
| 2017 | Tu sei una favola    | Ballerina (versione italiana)                   |
| 2020 | Leoni                | Summertime                                      |
| 2021 | Nei tuoi occhi       | Marilyn ha gli occhi neri                       |
| 2023 | Fulmini addosso      | L'estate più calda                              |
| 2023 | Un'estate fa (cover) | Un'estate fa                                    |